# جو اون سوک
جو اون سوک (کره‌ای: 조은숙؛ زادهٔ ۷ اوت ۱۹۷۰) بازیگر اهل کره جنوبی است. او برنده جایزه بهترین بازیگر نقش مکمل زن در جوایز فیلم اژدهای آبی برای نخستین فیلم کارگردان هونگ سانگ سو به نام The Day a Pig Fell into the Well (۱۹۹۶) شد.

## فیلم‌شناسی

### مجموعه تلویزیونی
| سال        | عنوان                                                | نقش                                     | شبکه       |
| ---------- | ---------------------------------------------------- | --------------------------------------- | ---------- |
| ۱۹۹۷       | تی‌وی ناول: Walking on the Road with My Son           |                                         | کی‌بی‌اس۱    |
| ۱۹۹۷       | پیشنهاد                                              | یون جو                                  | کی‌بی‌اس۱    |
| ۱۹۹۷       | دیروز                                                | بونگ جونگ آه                            | ام‌بی‌سی     |
| ۱۹۹۷       | جرم زیبا                                             | کیم یونگ هی                             | اس‌بی‌اس     |
| ۱۹۹۸       | جاه‌طلبی افسانه‌ای                                     | یونگ جو                                 | کی‌بی‌اس۲    |
| ۱۹۹۹       | زادگاه افسانه‌ها «Living Tomb»                        | Danggolne                               | کی‌بی‌اس۲    |
| ۲۰۰۰       | گل‌بانگ‌یی                                             | جا یونگ                                 | اس‌بی‌اس     |
| ۲۰۰۰       | سه دوست                                              | اون یوک                                 | ام‌بی‌سی     |
| ۲۰۰۱       | رژ لب                                                | جو اون سوک                              | آی‌تی‌وی     |
| ۲۰۰۱       | ام‌بی‌سی بست تئاتر «داستان نامزد من»                   | سون آه                                  | ام‌بی‌سی     |
| ۲۰۰۱       | دوستان بزرگ ۲                                        | اون سوک                                 | کی‌بی‌اس۲    |
| ۲۰۰۳       | بوی تابستان                                          | اوه جانگ می                             | کی‌بی‌اس۲    |
| ۲۰۰۴       | دراما سیتی «백수와 건달»                             | یونگ شیل                                | کی‌بی‌اس۲    |
| ۲۰۰۴       | تلاش میلیون دلاری خانم کیم                           | هان جی هی                               | اس‌بی‌اس     |
| ۲۰۰۴       | دراما سیتی «행운 반납»                               | کیونگ آه                                | کی‌بی‌اس۲    |
| ۲۰۰۴       | دراما سیتی «رینا تصمیم گرفت که بمیرد»                | ری نا                                   | کی‌بی‌اس۲    |
| ۲۰۰۴       | دراما سیتی «خانواده ما»                              | جی سو                                   | کی‌بی‌اس۲    |
| ۲۰۰۴       | دراما سیتی «بدو، کوم جو، بدو»                        | کوم جو                                  | کی‌بی‌اس۲    |
| ۲۰۰۵       | روز بهاری                                            | یون سوک                                 | اس‌بی‌اس     |
| ۲۰۰۵       | تی‌وی ناول: گل باد                                    | جو سون گوم                              | کی‌بی‌اس۱    |
| ۲۰۰۵       | دراما سیتی «Ask, Memory»                             | سونگ می یون                             | کی‌بی‌اس۲    |
| ۲۰۰۵       | زندگی گلگون من                                       | اوه می جا                               | کی‌بی‌اس۲    |
| ۲۰۰۵       | دراما سیتی «روز آقای شین»                            | کیم سو جونگ                             | کی‌بی‌اس۲    |
| ۲۰۰۶       | صد و یکمین پیشنهاد                                   | نو جونگ سون                             | اس‌بی‌اس     |
| ۲۰۰۷       | زن بی‌گناه                                            | جونگ جین بونگ                           | کی‌بی‌اس۲    |
| ۲۰۰۷       | زادگاه آن سوی تپه                                    | کیم سونگ جو                             | کی‌بی‌اس۱    |
| ۲۰۰۸       | اوپوجول                                              | میونگ‌وول                                | اوبی‌اس     |
| ۲۰۰۸       | زادگاه افسانه‌ها «Child, Let's Go to Cheong Mountain» | Danggolne                               | کی‌بی‌اس۲    |
| ۲۰۱۰       | رئیس‌جمهور                                            | جو ایل ران                              | کی‌بی‌اس۲    |
| ۲۰۱۲       | خدای جنگ                                             | گان نان آشپزخانه توبانگ                 | ام‌بی‌سی     |
| ۲۰۱۲       | دختر من سویونگ                                       | یون سو می                               | کی‌بی‌اس۲    |
| ۲۰۱۲       | مرد بی‌گناه                                           | مادر واقعی کانگ چوکو (حضور افتخاری)     | کی‌بی‌اس۲    |
| ۲۰۱۳       | قابلمه‌های طلا                                        | هنگ-جا                                  | ام‌بی‌سی     |
| ۲۰۱۳       | رؤیای فرمانروای بزرگ                                 | همسر گی‌بک                               | کی‌بی‌اس۱    |
| ۲۰۱۴       | دراما سیتی «پایان تابستان»                           | هان سو کیونگ                            | کی‌بی‌اس۲    |
| ۲۰۱۵       | عشق روی پشت بام                                      | هان سون سوک                             | کی‌بی‌اس۲    |
| ۲۰۱۹       | ملکه: عشق و جنگ                                      | ملکه مادر کیم                           | تی‌وی چوسان |
| ۲۰۲۱– ۲۰۲۲ | زن همه فن حریف                                       | اوه پونگ گوم                            | کی‌بی‌اس۱    |
| ۲۰۲۱       | بانوی جوان و جنتلمن                                  | معشوقه می سو چول (حضور افتخاری، قسمت ۲) | کی‌بی‌اس۲    |